# Станислав Бояджиев
Станислав Бояджиев (Славчо) е бивш български баскетболист и треньор, който е свързан с най-успешния период за женския баскетбол в България. Като активен състезател изиграва за националния отбор 113 срещи и участва на летните Олимпийски игри през 1968 г. На клубно ниво играе за Армеец София, БК Локомотив София и БК Левски София. Обявен е за треньор № 1 на „Левски“ в женския баскетбол и влиза в топ 5 на най-добрите баскетболни треньори в България. Бояджиев е заслужил майстор на спорта и заслужил треньор.

## Биография
Станислав Бояджиев е роден на 15 юни 1945 г. През 1963 г. започва професионалната си кариера като крило в отбора на Армеец (София), днес (БК ЦСКА София). В отбора на червените Бояджиев прекарва едва два сезона и през 1965 г. се прехвърля в Локомотив (София). Четири години по-късно преминава в отбора на БК Левски където през 1976 г. приключва кариерата си.
За националния отбор на България Славчо Бояджиев записва общо 113 срещи. Той взема участие и в единственото участие на мъжкия ни национален отбор на олимпийски игри 1968 г.. Там отборът на България постига една победа и завърша на 10-то място в крайното класиране. Четири години по-късно през 1972 г., Бояджиев взима участие и в олимпийските квалификации които България печели.
През 1976 година прекратява състезателната си кариера и поема като треньор женския тим на „Левски-Спартак“. За 10 години печели със „сините“ момичета многобройни победи – 5 шампионски титли на България, 5 купи на страната, 2 европейски купи „Ронкети“ и най-ценния трофей, влизал някога във витрината на клуба – Купата на европейските шампионки.
Станислав Бояджиев умира на 19 април 2020 в София.